# Robot (manga)
Pour les articles homonymes, voir Robot (homonymie).
Robot est une série de livres (artbooks) contenant les dessins (indépendants ou sous la forme de courtes histoires) de divers artistes asiatiques. La série a été créée par Range Murata, pour permettre à des artistes prenant de l'importance, de voir leurs œuvres publiées.
Au Japon, le premier volume a été publié le 21 octobre 2004. La série est actuellement composée de dix volumes.
En France, le premier volume a été publié aux éditions Kami, au début de l'année 2006. Le deuxième a été publié par Glénat en mars 2008, et le premier a été réédité en février 2009. 

## Artistes publiés dans Robot
- Range Murata
- Hiroyuki Asada
- Yoshitoshi ABe
- Mami Itou
- Okama
- Yu Kinutani
- Makoto Kobayashi (illustrateur)
- Sabe
- Kei Sanbe
- Sho-u Tajima
- Shin Nagasawa
- Hanaharu Naruco
- Mie Nekoi
- HACCAN
- Ugetsu Hakua
- Shigeki Maishima
- Yasuto Miura
- Miggy
- Suzuhito Yasuda
- YUG
- Imperial Boy
- Dowman Sayman
- Hirotaka Maeda
- Osamu Kobayashi
- Kei Toume
- Kengo Yonekura
- RCO Wada
- Enomoto
- Kouji Ogata
- Yusuke Kozaki
- Yumi Tada
- Fuji Jun
- Hyung-Tae Kim
- Shuzilow Ha
- Neon Vision
- Michio Murakawa